# Rafael Hidalgo de Caviedes
Rafael Hidalgo de Caviedes (Quesada, 1864-Madrid, 1950) fue un pintor español.

## Biografía
Nació en 1864 en la localidad jienense de Quesada. Trabajó como restaurador del Museo Arqueológico Nacional y como conservador en el Museo Moderno. Fallecido en Madrid en 1950, fue padre del también pintor Hipólito Hidalgo de Caviedes.